# レーシングジャム
『レーシングジャム』 (Racing Jam) はコナミ(現・コナミデジタルエンタテインメント)から1997年にリリースされたアーケード用レースゲーム。

## ゲーム概要
コナミがミッドナイトラン：ロードファイター2(1995年)やワインディングヒート(1996年)に続いて発売したのがこの作品である。
登場コースの主な舞台は市街地や山間部に開設されたサーキットや峠、そしてジムカーナ場である。本作では、後に登場する同ジャンルのレースゲームである「バトルギア」(タイトー)と同様多数の車種が実名で登場しているが、バトルギアに比べると挙動はやや滑りやすい設定であり、スピード感もこちらの方が上である。
また、前述の2作品であったカーセッティング機能は方式を一新した上で引き継がれているが、一方でアザーカーやスピン表現などは実車が登場する作品により廃止されている。
筐体には大型筐体であるDX筐体と後に追加された1台につき2人での対戦が可能なTWIN筐体が用意されている。DX筐体では、反力ステアリングシステムに加え当時のアーケードレースゲーム作品としては稀であったクラッチペダル式シフトレバー(バックギア付き)とサイドブレーキが搭載されており、実車さながらのリアルな操作感覚を実現している。またいずれの筐体も接続させることで最大8人まで同時に対戦プレイが可能となっている。
使用基板にCOBRAを採用し、当時としては最新鋭であるHDDシステムにより極めて美麗なハイクオリティ画面を実現していたが、それにより基板価格が当時の価格にして80万円と異常なまでに高額であったため、プレイ料金は当時最大で1プレイ300円設定と手が付けられない程の高額さだった。稼働開始から10年以上経過した現在においても1プレイ200円設定の店舗が多く見受けられるのはこの為である。
この現象は当然ながらゲーマー離れを加速させていき、結果として売上的に後に登場する前述のバトルギアに大きく差を開けられてしまった。
さらに、発売時期が同期の同じくCOBRA基板を採用している同社の3D対戦格闘ゲームである「FIGHTING武術シリーズ」も失敗に終わったことから、故に本作を含むCOBRA基板のタイトルはどれもヒットに至ることなく、市場から姿を消していった。
1998年には「レーシングジャム・チャプターⅡ」という続編も発売された。また、現在も家庭用ゲーム機(Wiiのバーチャルコンソールを含む)への移植は一切されていない。

## 操作とゲームルール
ステアリング、ブレーキ&アクセルペダル、クラッチペダル(DX筐体のみ)、ビューチェンジボタン、シフトレバー、サイドブレーキ(DX筐体のみ)で操作する。制限時間内にゴールしないとゲームオーバーになる。

## コース
- NIGHT COURSE(初級)

深夜の高速道路が舞台の初心者向けコース。
- DAY COURSE(中級)

中・高速コーナーが交互に入り交わる海岸沿いのクローズドサーキットが舞台の中級者向けコース。
- HILL CLIMB(上級)

低速テクニカルコーナーが連続する峠道が舞台の難易度の高いヒルクライムコース。
- DOWN HILL(最上級)

ヒルクライムの舞台となった峠道を逆走する、最大難易度を誇るダウンヒルコース。
- GYMKHANA BEGINNER

テクニカルコーナーが連続するジムカーナ場が舞台のコース。サイドブレーキドリフトによるコーナリングも時には必要である。
- GYMKHANA ADVANCED

同じくテクニカルコーナーが連続するジムカーナコース。サイドブレーキドリフトなど完璧なドリフト操作が攻略のカギとなる。

## 登場車両
6メーカー18種類の国産車が全て実名で登場している。なお「バトルギア」シリーズ等とは違い出力別のクラス分けの概念は無い。

### HONDA
- シビック (EG6)（青）
- インテグラType-R（DC2) (白)
- NSX（NA1) (赤)

### MAZDA
- RX-7 (FC3S)（青）
- RX-7 (FD3S)（赤）
- ロードスター (NA6CE)（黄色）

### MITSUBISHI
- FTO（DE3A) (赤)
- ランサーエボリューション IV（CN9A) (白)
- ミラージュ サイボーグZR (白)

### NISSAN
- 180SX (RPS13)（黒)
- シルビア (PS13)（白）
- スカイラインGT-R（BNR32）(黒)

### SUBARU
- レガシィツーリングワゴン GT-B（BG5)（緑）
- インプレッサWRX STi Ⅲ Ltd（GC8)（白）
- インプレッサスポーツワゴン（GC8)（銀色）

### TOYOTA
- スプリンタートレノGTV（AE86)（白/黒）
- セリカGT-Four（ST205）(白)
- MR2（SW20）(青)